# Бризе
Бризе (фр. Brizay) је насељено место у Француској у региону Центар, у департману Ендр и Лоара.
По подацима из 2011. године у општини је живело 341 становника, а густина насељености је износила 23,9 становника/km².

## Демографија
| 1962. | 1968. | 1975. | 1982. | 1990. | 2011. |
| ----- | ----- | ----- | ----- | ----- | ----- |
| 231   | 225   | 190   | 228   | 280   | 341   |